# Plenotocepheus africanus
Plenotocepheus africanus är en kvalsterart som beskrevs av Sandór Mahunka 1984. Plenotocepheus africanus ingår i släktet Plenotocepheus och familjen Tetracondylidae. Inga underarter finns listade i Catalogue of Life.